# Hurt (OneRepublic)
Hurt è un singolo del gruppo musicale statunitense OneRepublic, pubblicato il 5 luglio 2024, anticipando l’uscita del sesto disco in studio, Artificial Paradise.
Il 22 novembre è stata rilasciata la nuova versione di Hurt con Jelly Roll.

## Tracce
1. Hurt – 2:41

1. Hurt (with Jelly Roll) – 2:41

## Il singolo
La traccia apripista dell’album è “Hurt”. Un singolo radiofonico che mischia generi che vanno dal pop elettronico all’indie, dal pop rock al R&B. Sul canale YouTube il giorno stesso dell’uscita è stato rilasciato un video lirico del brano.
Il 23 ottobre sul canale YouTube è stato pubblicato il video live dell’esibizione di “Hurt” nel doppio appuntamento sold out in Colorado del 10 e 11 agosto 2024.

## Il video
Il video ufficiale è stato rilasciato in concomitanza con l’uscita della collaborazione della band e Jelly Roll. 
Nel video si esibiscono Ryan e soci con Roll, accerchiati da un fantino in mezzo a un campo di allevamento di cavalli e di equitazione.